# 帕奇亞區
17°53′49″S 70°09′17″W / 17.8969°S 70.1547°W
帕奇亞區（西班牙語：Distrito de Pachía），是秘魯的一個區，位於該國南部塔克納大區的塔克納省，始建於1857年1月2日，面積603.7平方公里，海拔高度1,090米，2005年人口1,747，人口密度每平方公里2.9人。